# KOSEI
KOSEI（こうせい、1992年1月31日 - ）は、日本のピアニスト、シンガーソングライター、編曲家、作曲家。佐賀県吉野ヶ里町出身。本名・八谷晃生（はちやこうせい）。国立音楽大学大学院を首席で卒業。アーティスト・サポートや作編曲家として活躍。2018年よりピアニスト＆シンガー「KOSEI」として自らのアーティスト活動を開始。

## 概歴
佐賀県出身。血液型A型。2歳よりピアノを弾き始め、6歳からクラシック音楽を学ぶ。
高校1年からオーストリアへ1年間留学。
2010年に「EXILE Presents VOCAL BATTLE AUDITION2 ～夢を持った若者達へ～」 1次オーディション福岡大会合格（2次オーディション辞退）。国立音楽大学・鍵盤楽器専修（ピアノ）卒業。同大学院修士課程を首席で修了。クロイツァー賞、並びに最優秀賞を受賞。
2018年より「KOSEI」として本格的にソロ活動を開始。ピアニスト兼ボーカリストという独自のスタイルを確立し、2019年12月に初のミニ・アルバム『K』をリリース。
2020年4月、コロナ禍の活動の場としてライブ配信アプリ・17LIVEで配信を開始。フォロワー15万人を超える人気ライバーとしても活動。ソロ・ライブをコットンクラブにて開催。
2021年、九州豪雨で被害を受けた嬉野茶応援チャリティー・イベントに参加。12月にソロ名義として初のフル・アルバム『overCome』をクラウドファンディングにてリリース。
様々なジャンルの演奏/作編曲、アーティスト・サポート/楽曲提供、CM楽曲制作・出演（キヤノン、ライオン洗剤ナノックス2020東京パラリンピック・車いすラグビー日本代表応援ソング）など、多岐にわたる音楽活動を展開中。

## ディスコグラフィ

### ソロ
- ミニ・アルバム『K』（2019年）
- 配信シングル「Once in a lifetime」（2020年）
- アルバム『overCome』（2021年）[13] ASIN B09ND2V7QT

### Arco Iris
Vn.&Vo.白澤美佳、Vn.藤崎美乃、Pf.&Vo.八谷晃生
- ミニ・アルバム『出会い』（2017年）ASIN B072KLF8Y9
- シングル「虹」（2019年）

### つぼはち
Sax.&Vo.大坪俊樹、Pf.&Vo.八谷晃生　※2021年解散
- ミニ・アルバム『つぼはち』（2018年）
- シングル「ふるさと」（2019年）

### 参加作品
- 白澤美佳　アルバム『これから』(2016年) ピアノASIN B01M3UD8P2
- 和泉紗江 ミニ・アルバム『好きだよ』(2019年) 作曲・編曲・ピアノ
- JILLE  アルバム『31』[14] (2020年) 作曲・編曲・ピアノ
- TVアニメ オルタンシア・サーガ （2021年）ピアノ
- 扇ひろ子　シングル「My Valentine 〜2月14日に生まれて～」（2021年）作曲ASIN B08WN92B16
- 丹澤誠二  MV「Here I am again（Crash Landing on You OST）」（2021年）ピアノ 、MV「Somewhere Someday（Legend of the Blue sea OST）」 （2021年）ピアノ

## ライブ

### ソロ
- 2018.04.17  「八谷晃生ソロ・ライブ」江古田・Buddy
- 2018.08.08  「KOSEI Acoustic Night」中目黒・楽屋
- 2018.10.31  「KOSEI Halloween Night」川口・SHOCK ON
- 2019.04.07  「KOSEI Spring Live2019」中目黒・楽屋
- 2019.08.14  「KOSEI Summer Live2019」中目黒・楽屋
- 2020.01.18  「KOSEI New Years Live2020」中目黒・楽屋
- 2020.11.21  「KOSEI 17招待ライブ」丸の内・コットンクラブ
- 2021.04.18  「KOSEI Birthday Live」丸の内・コットンクラブ
- 2021.09.28  「KOSEI Newアルバム制作記念ライブ」配信ライブ
- 2021.12.20  「KOSEI Special Christmas Party」西麻布・音楽実験室新世界
- 2022.01.30  「KOSEI 30th Birthday Live」代官山・晴れたら空に豆まいて
- 2022.02.12  「KOSEI × ひだお Streaming Live」配信ライブ（中目黒・楽屋）
- 2022.03.20  「KOSEI クラウドファンディングご招待ライブ」下北沢・DY CUBE
- 2022.04.23  「KOSEI Spring Live」中目黒・楽屋

### イベント
- 2021.06.26  「耳で味わう和菓子体験・SENCE〜センス〜」[1] 佐賀市・菓心まるいち本店
- 2021.09.04  「三日月の揺り籠」渋谷・aube
- 2021.11.07  「嬉野茶応援イベント・ReTea」佐賀市・656広場
- 2022.04.27  「17Live MUSIC STAGE vol.2」白金高輪・SELENE STUDIO

### サポート
JILLE、三浦祐太朗、丹澤誠二、若林秀和、ほか

## メディア

### CM
- 「洗剤NANOX・泥はねタップ篇」(ライオン株式会社）出演
- 「Canon・画像診断システム、ヘルスケアIT、体外診断システム」CM曲・JILLE「lalala」作編曲
- 「 2020東京パラリンピック・車いすラグビー日本代表応援ソング」JILLE「Goal」作編曲

### Web Magazine
- 「BARKS」（2021年）[15]

### カレンダー
- 17LIVE公式2021カレンダー・今年のイケ男2021「毎日、推しメン」（2021年/17Live公式カレンダー制作委員会・秀麗出版）[16]

## 楽譜
- 『ジャズアレンジで弾きたい　クリスマス・ソング』（2000年/全音楽譜出版社）[17]
- 『バえるピアノ Vol.1』（2001年/全音楽譜出版社）[18]
- 『バズるピアノ Vol.1』（2001年/全音楽譜出版社）[19]
- 『バえるピアノ Vol.2』（2001年/全音楽譜出版社）[20]
- 『バズるピアノ Vol.2』（2001年/全音楽譜出版社）[21]